# Члухов
Члу̀хов или Члухув (на полски: Człuchów; на кашубски: Człuchòwò, Człochòwò; на немски: Schlochau) е град в Северна Полша, Поморско войводство. Административен център е на Члуховски окръг, както и селската Члуховска община, без да е част от нея. Самият град е обособен в самостоятелна градска община с площ 12,78 км2. Към 2011 година населението му възлиза на 14 189 души.

## Личности

### Родени в града
- Еугениуш Попович (р. 1961), гръкокатолически духовник, пшемишълско-варшавски архиепископ митрополит
- Кшищоф Яцковски (р. 1963), полски ясновидец

## Галерия
- Кметството
- Църквата „Свети Яков“
- Пазарният площад